# Paulinzellaer Vorland

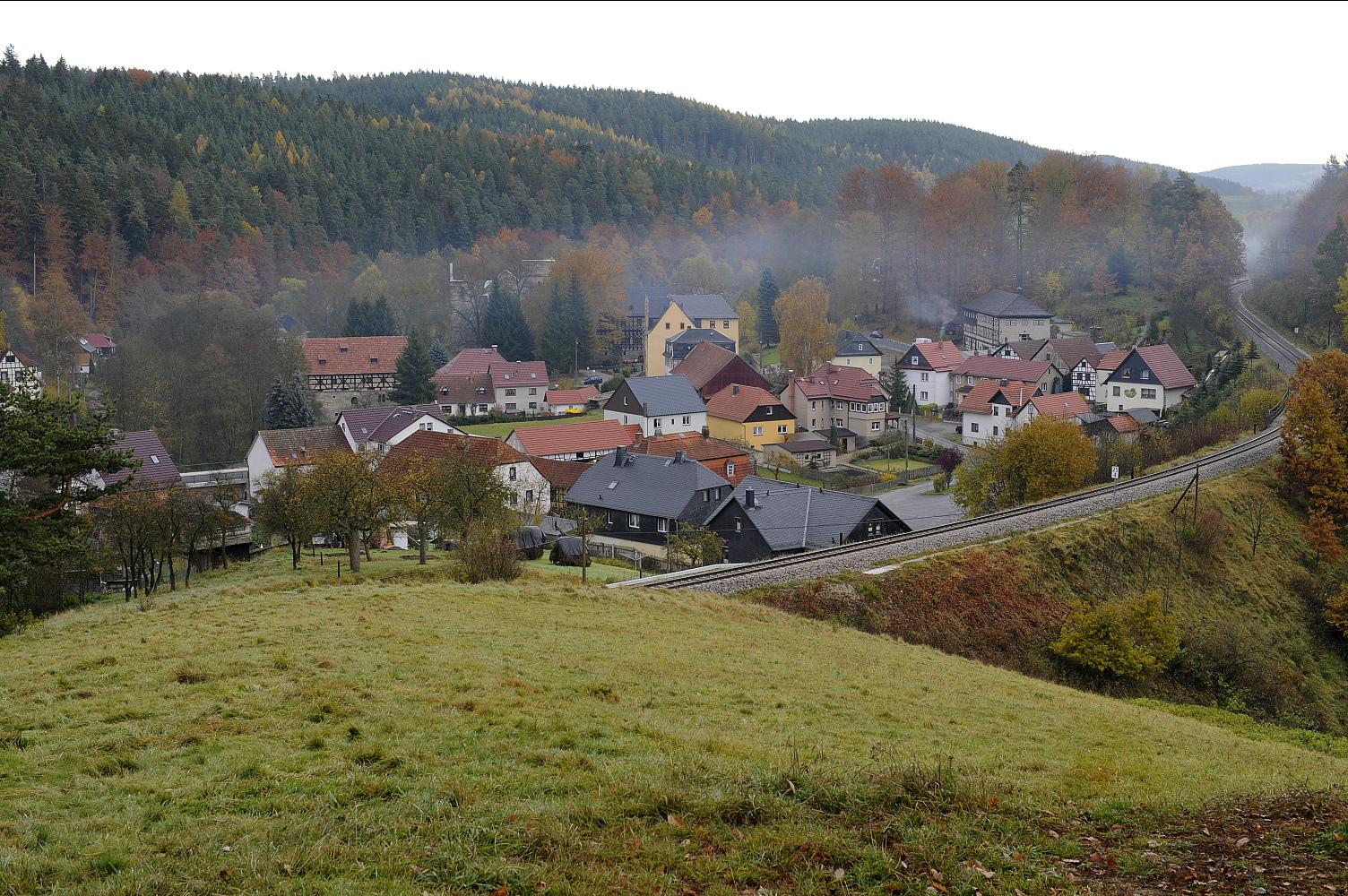
Landschaft bei Paulinzella

Das Paulinzellaer Vorland (auch: Paulinzellaer Buntsandsteinland) ist ein bewaldetes Bergland nördlich des Thüringer Waldes in den Landkreisen Saalfeld-Rudolstadt und Ilm-Kreis in Thüringen (Deutschland). Benannt ist es nach dem im Gebiet liegenden Ort Paulinzella.
Die Landschaft hebt sich von den Nachbarlandschaften durch anstehenden Buntsandstein ab.

## Geographische Lage
Die in West-Ost-Richtung verlaufende Landschaft ist etwa 26 Kilometer lang und maximal 10 Kilometer breit und grenzt unmittelbar an den Nordrand des Thüringer Waldes und des sich östlich anschließenden Thüringer Schiefergebirges. Das Paulinzellaer Vorland befindet sich zwischen Königsee im Süden, Ilmenau im Südwesten, Stadtilm im Nordwesten, Bad Blankenburg im Osten.

## Naturräumliche Einordnung
Das ca. 202 km² Gesamtfläche einnehmende Paulinzellaer Vorland stellt innerhalb der naturräumlichen Haupteinheitengruppe Thüringer Becken (mit Randplatten) die Haupteinheit 473 dar.
Benachbarte Landschaften und Naturräume sind:
- Thüringer Wald und Thüringer Schiefergebirge im Süden
- Reinsberge im Westen
- Ilm-Saale-Platte im Norden
- Saaletal im Osten

Nach der rein innerthüringischen Einteilung Die Naturräume Thüringens der Thüringer Landesanstalt für Umwelt und Geologie in Jena (TLUG) wird die Einheit 2.5 Paulinzellaer Buntsandstein-Waldland mit 187 km² angegeben.

## Geologie und Natur
Der geologische Untergrund besteht aus Unterem und Mittleren Buntsandstein. Im Nordosten wird die Landschaft durch die Eichenberg–Gotha–Saalfelder Störungszone vom Muschelkalk der Ilm-Saale-Platte begrenzt, am südöstlichen Rand steht ein schmaler Streifen Zechstein an. Im Westen umfasst sie noch die Ostabdachung der Reinsberge aus Buntsandstein.
Wegen der minderen Qualität der Böden und den auf Hochebenen vorkommenden Staunässen ist das Paulinzellaer Vorland stark bewaldet (überwiegend mit Nadelforsten), darunter der Paulinzellaer Forst. Landwirtschaft mit viel Grünlandanteil wird in den Tälern und flacheren Gebirgsrandlagen betrieben. Im Paulinzellaer Vorland liegt das LSG Rinne-Rottenbachtal, teilweise gibt es noch Hochmoore mit einer besonderen Flora.
Die noch, mit einer durchschnittlichen Höhe von 400 bis 500 Meter über NN, teilweise Plattencharakter aufweisende Landschaft wird durch die Ilm, Wipfra und (Königseer) Rinne und ihre Zuflüsse stark zertalt. Darüber hinaus gibt es in den Tälern noch zahlreiche Teiche.

## Berge
Die wichtigsten Berge sind:
- Hufeisen (528,3 m), östlich von Gräfinau-Angstedt
- Wümberg (503,2 m), östlich von Wümbach
- Finsterlohkopf (501,1 m), südlich von Paulinzella
- Brandberg (498 m), bei Gräfinau-Angstedt
- Wolfsgrube (466,6 m), nördlich von Milbitz
- Eichberg (422,4 m), nordöstlich von Rottenbach
- Heideberg (381,1 m), nördlich von Watzdorf

Der südlich der Eichenberg-Gotha-Saalfelder Störungszone liegende Zeugenberg Singer Berg (583 m) ist noch der benachbarten Ilm-Saale-Platte hinzu zurechnen.